# Group Policy
In informatica le Group Policy (criteri di gruppo in italiano) è una caratteristica della famiglia Microsoft Windows NT dei sistemi operativi. Le group policy sono un insieme di regole che controllano l'ambiente di lavoro di utenti e computer. 
Forniscono la gestione centralizzata e la configurazione di sistemi operativi, applicazioni e le impostazioni degli utenti in un ambiente Active Directory.
In generale, le GPO (Group Policy Object), anche fuori dalla  tecnologia Microsoft, sono le procedure per eseguire il provisioning logico di un dominio.
Le group policy in parte forniscono regole su ciò che gli utenti (in generale le risorse e i servizi) possono o non possono fare su un sistema informatico, in maniera simile ai permessi di Unix. Anche se le group policy sono più spesso viste in uso per gli ambienti aziendali, sono anche comuni in altri ambiti come nelle scuole, nelle imprese più piccole e altri tipi di organizzazioni. Il criterio di gruppo è spesso utilizzato per limitare determinate azioni che possono rappresentare potenziali rischi di protezione, ad esempio: per bloccare l'accesso al Task Manager, limitare l'accesso a determinate cartelle, disabilitare il download di file eseguibili, disabilitare l'uso di unità esterne (penne USB, dischi ottici) e così via. Tra le principali GPO: disabilitazione dei diritti utente su una console di un software antimalware e disabilitazione dei diritti sui sistemi di aggiornamento del sistema operativo o di determinate app.
Le group policy non hanno necessariamente bisogno di Active Directory, Novell ha sostenuto i profili a partire da Windows 2000 con il loro software ZENworks Desktop di gestione dei pacchetti, e partendo da Windows XP supporta anche oggetti come i criteri di gruppo.